# Nagyboldogasszony-bazilika (Máriabesnyő)
A Máriabesnyői Nagyboldogasszony-bazilika a Váci egyházmegyében, azon belűl  Gödöllő-Máriabesnyőn található.

## Történelme
Mielőtt gyaraki gróf Grassalkovich Antal a máriabesnyői szent helyet megalapította, csak romok hirdették, hogy itt valaha virágzó község állott. A templom a község régi temploma helyén épült, és éppen a romok eltakarítása közben csodálatos körülmények között akadtak rá arra a Mária-szobrocskára, mely Besnyőt kegyhellyé avatta. 1758-ban Grassalkovich Antal gróf elhatározta, hogy birtokán a loretói Boldogságos Szűz tiszteletére kápolnát építtet, de a helyről még nem döntött. Akkoriban a gödöllői út mentén egy domb tövében, valószínűleg még a 13. században itt lakó premontreiek által épített templom 300 esztendős romjai álltak sűrű erdőséggel eltakarva. E romok láttára a gróf úgy gondolta, legalkalmasabb lesz, ha e hajdani templomot építteti újra a Szent Szűz tiszteletére.
A sűrű bozót eltakarítása közben történt, hogy egy Fidler János nevű, gödöllői születésű negyvenéves kőműves álmot látott. El is beszélte álmát a környékbelieknek, és hozzátette, hogy ugyanakkor titokzatos szózatot is hallott: „Ha a templom romjai közt, ahol hajdan a főoltár állott, ásni fogsz, szép tárgyat találsz.” Serényen fogott neki a munkának, és alig vette kezébe a csákányt, azonnal észrevette, hogy a vas valami kemény tárgyba ütődött. Egy jókora kő volt. Mikor a követ kiemelte és szétporlasztotta az alatta lévő homokos földet, egy sárga földdel belepett csonttárgyat talált. A törmeléktől megtisztítva azonnal fölfedezte, hogy az a Boldogságos Szűz Mária szobra. Úgy érezte, hogy álmát és az abban hallott titokzatos jóslatot beteljesedve látja. A szobrocskát azonnal üvegszekrénybe foglaltatta, s a kegyes gróf engedelmével az újonnan építendő templom oltárán felállította.
A kápolna felépülte után régebbi szándékának megvalósítására a gróf stájer kapucinus atyákkal 1759-ben az olaszországi Loretóból egy Szűz Mária-szobrot hozatott. A libanoni cédrusfából készült egy méter magas kegyszobor ma is látható a főoltár mögött. A megtalált Mária-szobor igen nagy számú zarándokot vonzott, ezért Grassalkovich Antal szükségesnek látta a kápolna kibővítését, így a kápolnához 1768 és 1771 között egy alsó és egy felső templomot is építettek Mayerhoffer János tervei alapján. Felszentelésükre 1771. március 17-én került sor.
A felsőtemplom jelenlegi főoltára 1917-ben készült, itt látható a csontból faragott kegyszobrocska. A mellékoltárok képeit Baumgartner Norbert, bécsi kapucinus szerzetes festette 1770 körül, a templombelsőt Márton Lajos 1941 és 1942 között készített falfestményei és üvegablakai díszítik. Az aranyozott, rokokó gyóntatószékek a XVIII. századból valók. A templom mellett látható a kapucinusok keresztje, Jézus keresztre feszítésének jelképeivel. A templom melletti udvaron Szent Konrád szobra áll, melyet 1934-ben készített Ludvig Krausz.
A templomot 1912-ben felújították, ekkor nyitották egybe a loretói kápolnát a felsőtemplommal. Önálló plébániaként 1936-tól működik. A templom közelében épült fel a Salvator Nővérek zárdája 1933-ban. Ám 1950-ben a kapucinusoknak és a Salvator Nővéreknek is el kellett hagyniuk Máriabesnyőt a szerzetesrendek feloszlatása miatt. Ezután a rendházak állami tulajdonba kerültek, a kapucinus kolostorban plébániahivatal működött. Az épület többi részét az Agrártudományi Egyetem, 1955-től 1988-ig a Török Ignác Gimnázium használta, illetve 1975-től óvónőket is képeztek. Az épületek 1989 augusztusában visszakerültek egyházi tulajdonba, ekkor ismét felújították őket.
A kegytemplom 2008-ban kis bazilika (basilica minor) rangot kapott. A Basilica Minor cím alapján teljes búcsú nyerhető a Bazilikában: a bazilika felszentelésének évfordulóján (aug. 15), a  titulus liturgikus megünneplésének napján (aug. 13-14-15), Szent Péter és Pál apostolok főünnepén (jún. 29), a bazilika cím megadásának évfordulóján (május 2.), évente egy olyan napon, amelyet a hely ordináriusa határoz meg (április 19. a Kegyszobor megtalálásának napja), illetve évente egy olyan napon, amelyet minden hívő szabadon választhat meg.

### Képgaléria

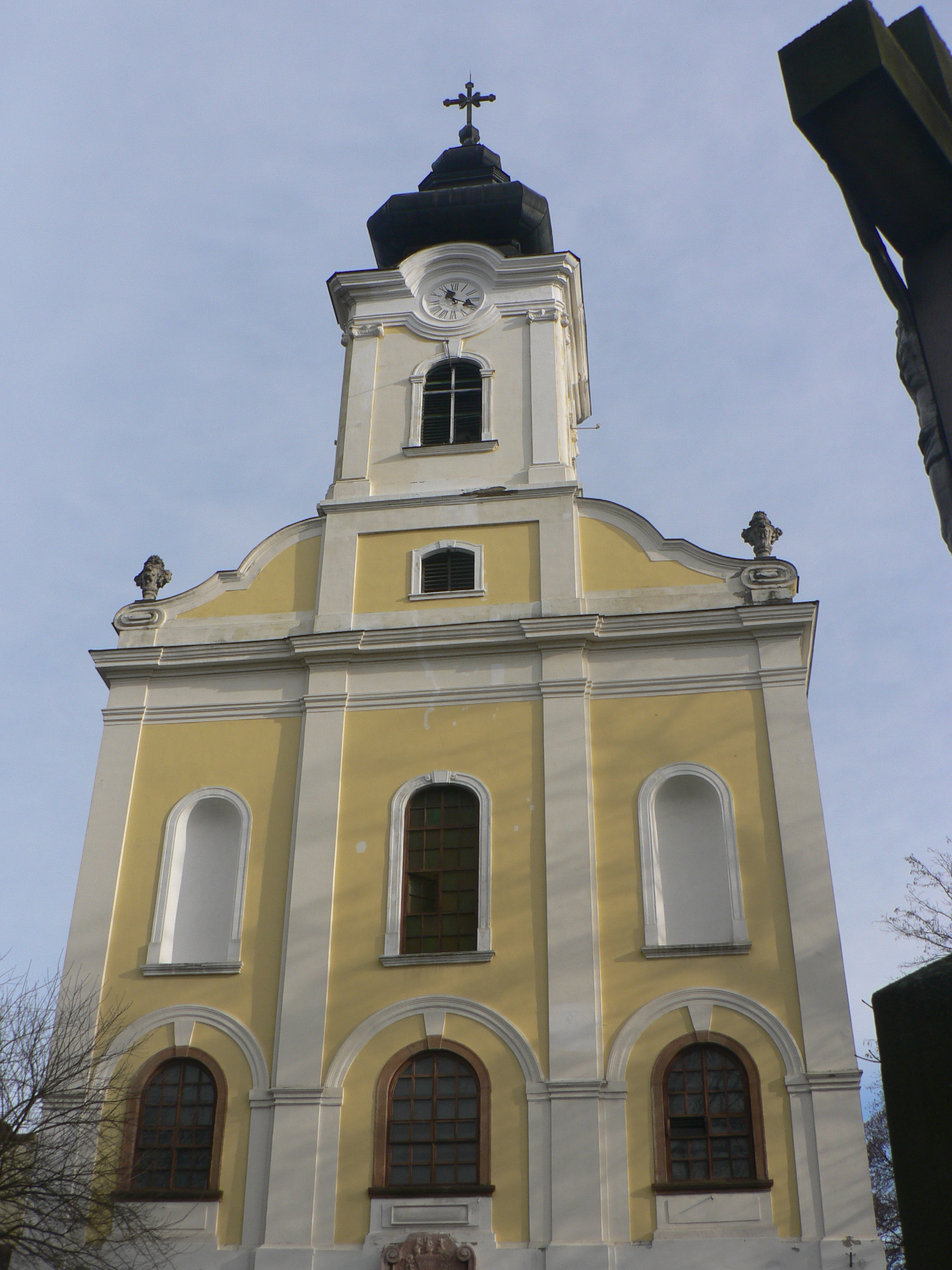
A máriabesnyői Nagyboldogasszony Bazilika
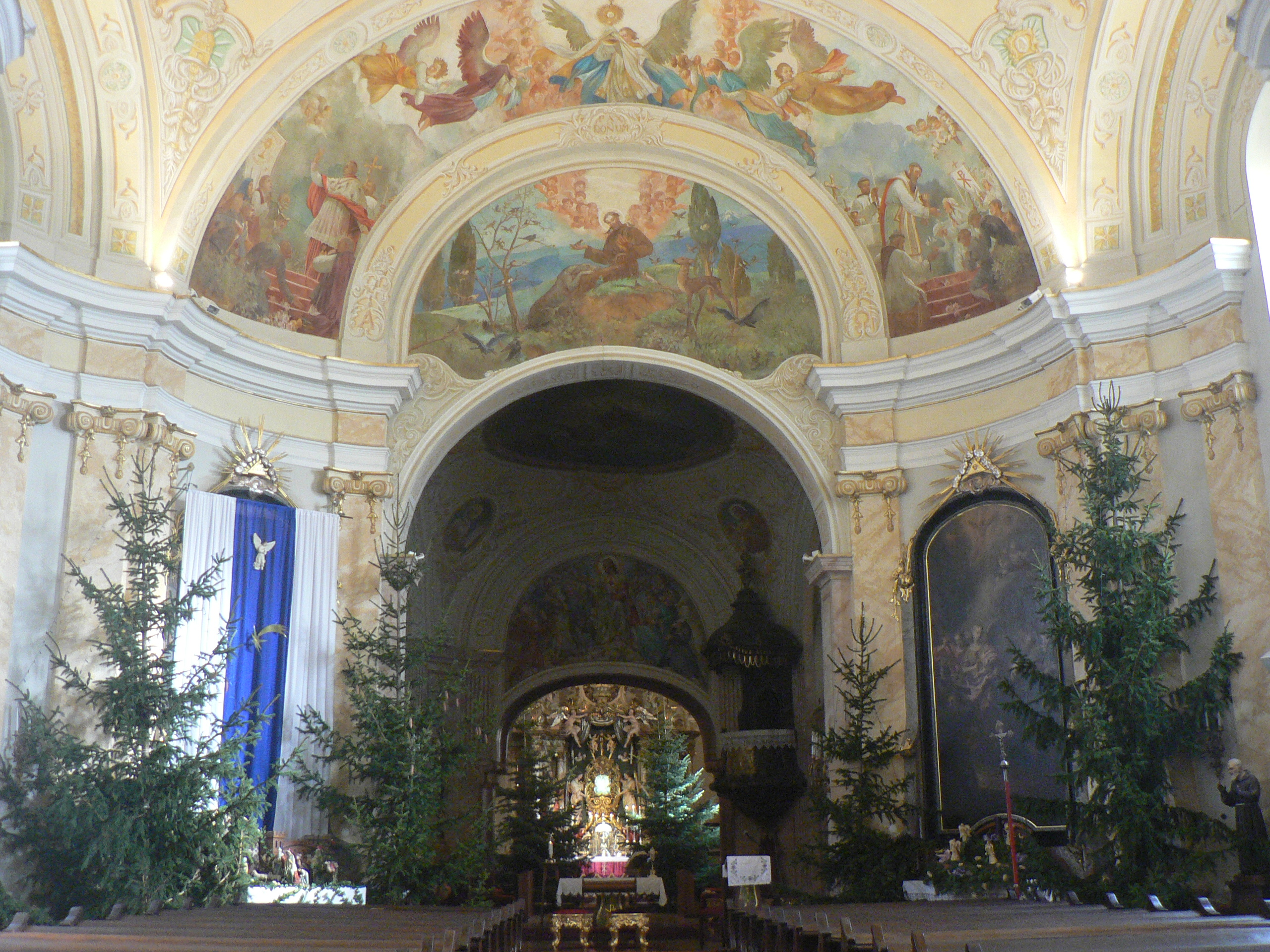
A máriabesnyői bazilika felső temploma
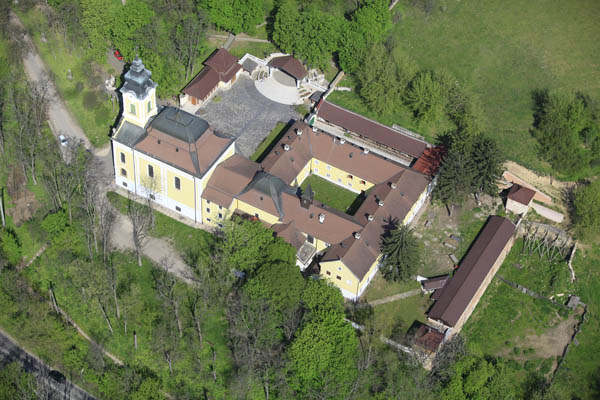
A máriabesnyői bazilika látképe
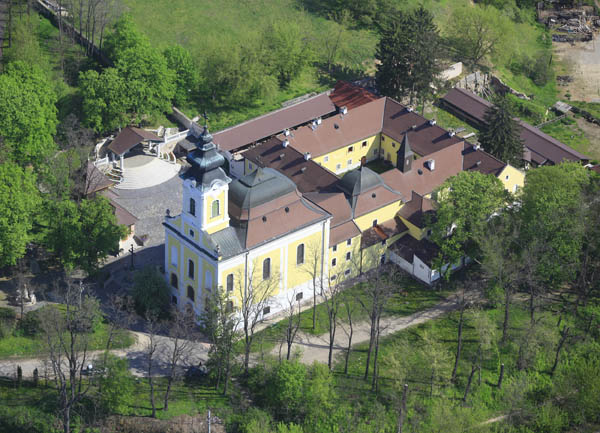
A máriabesnyői bazilika látképe
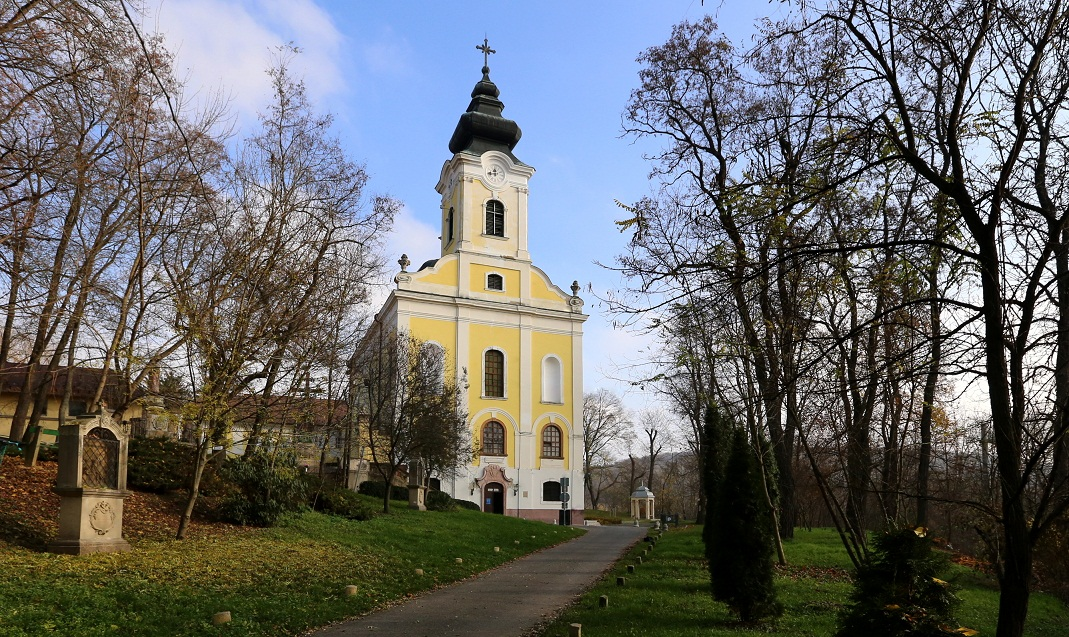
Máriabesnyő
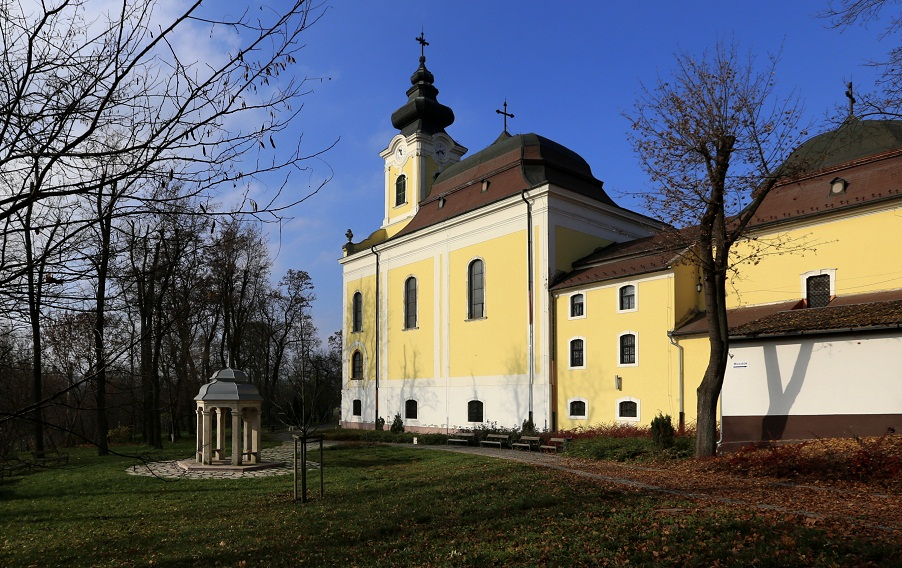
Máriabesnyő
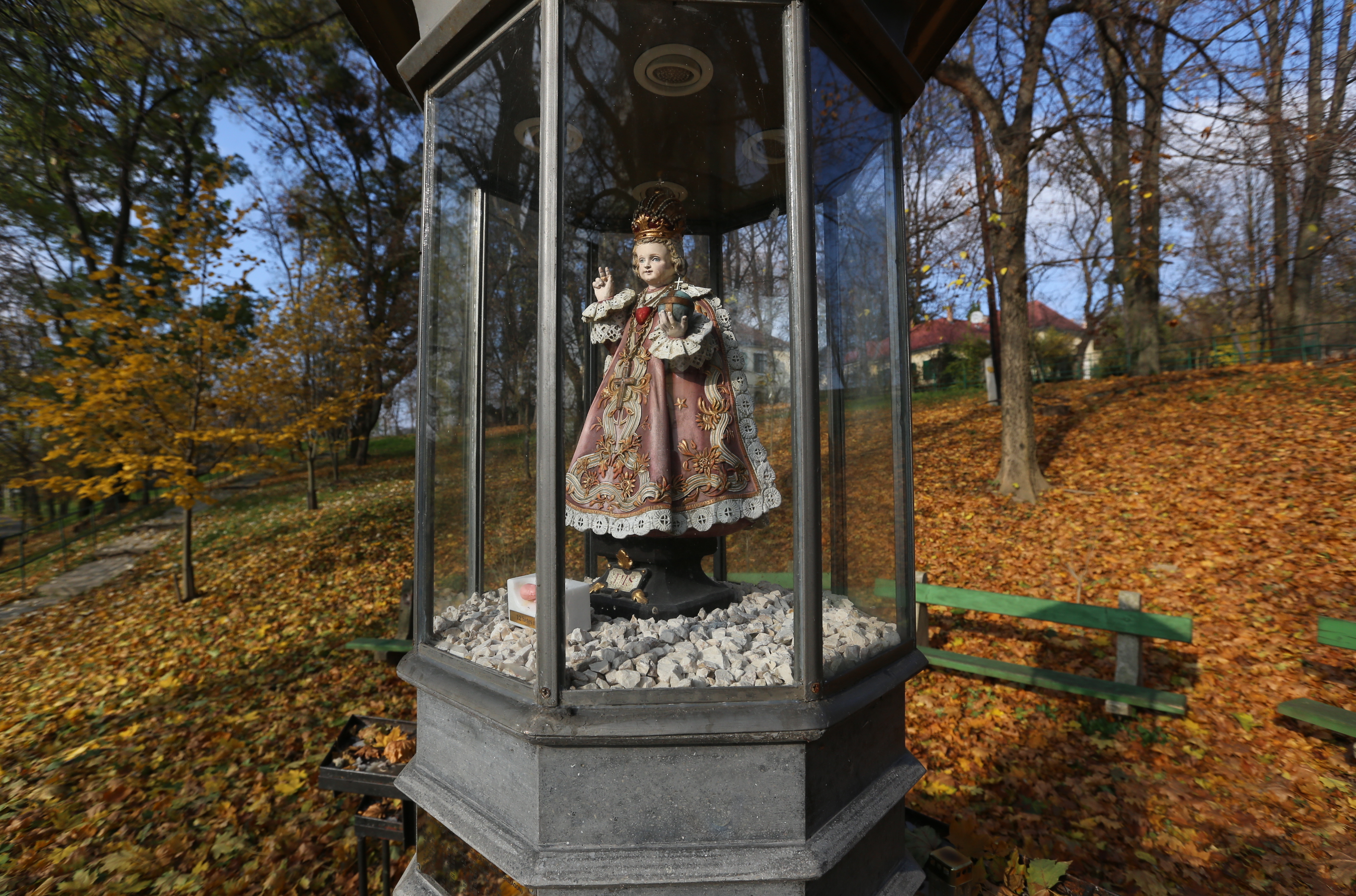
Máriabesnyő, szabadtéri kegyszobor
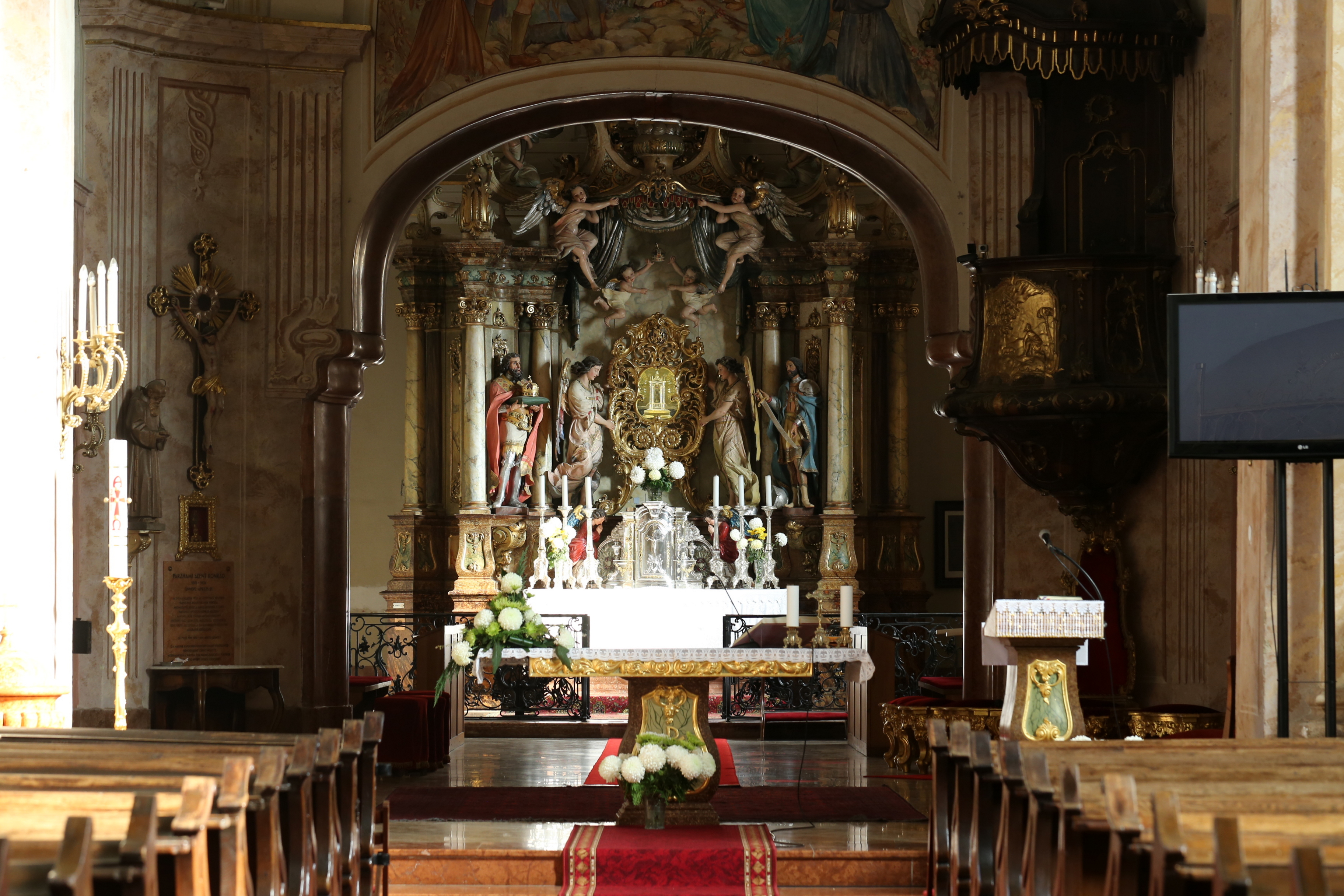
Máriabesnyő, a felső templom szentélye
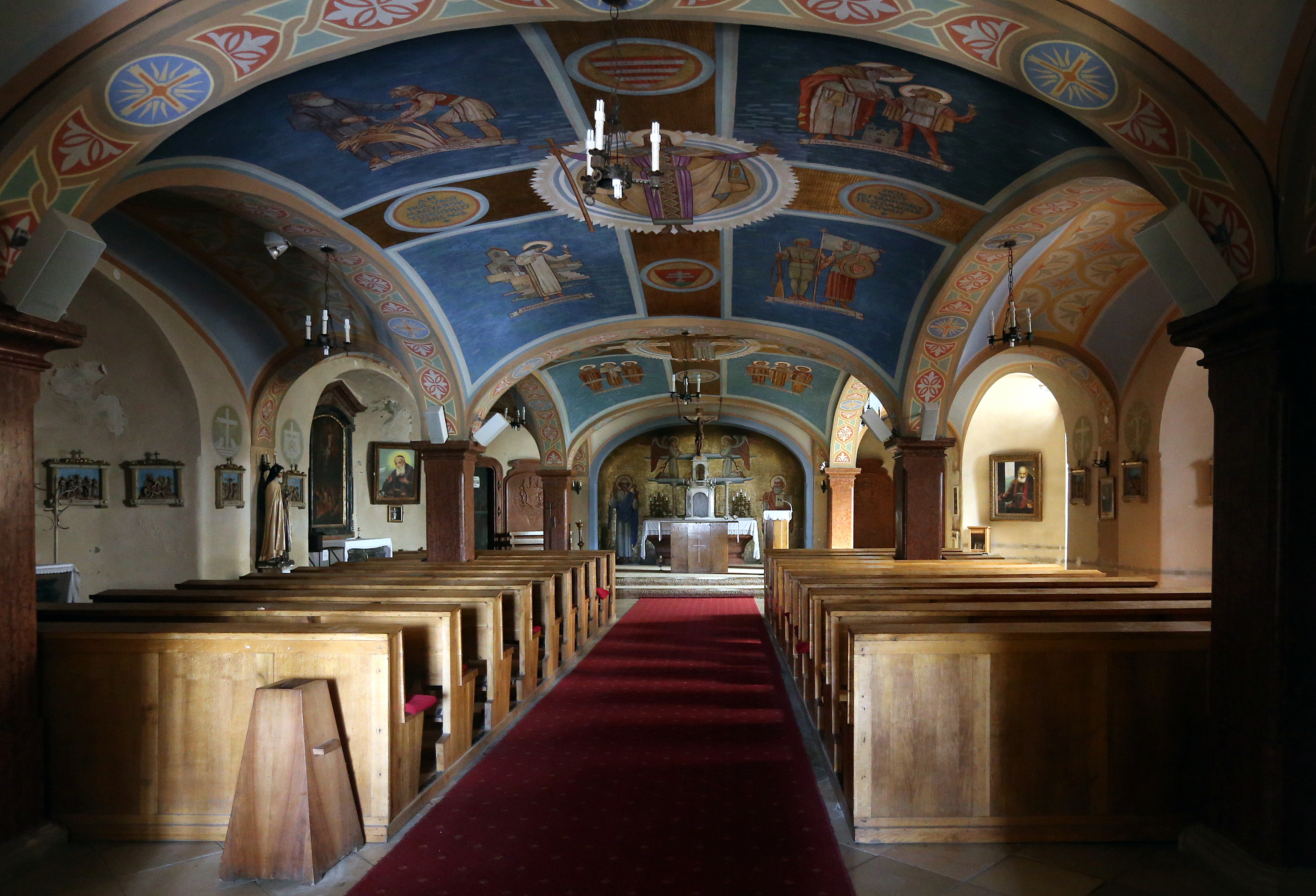
Máriabesnyő, altemplom
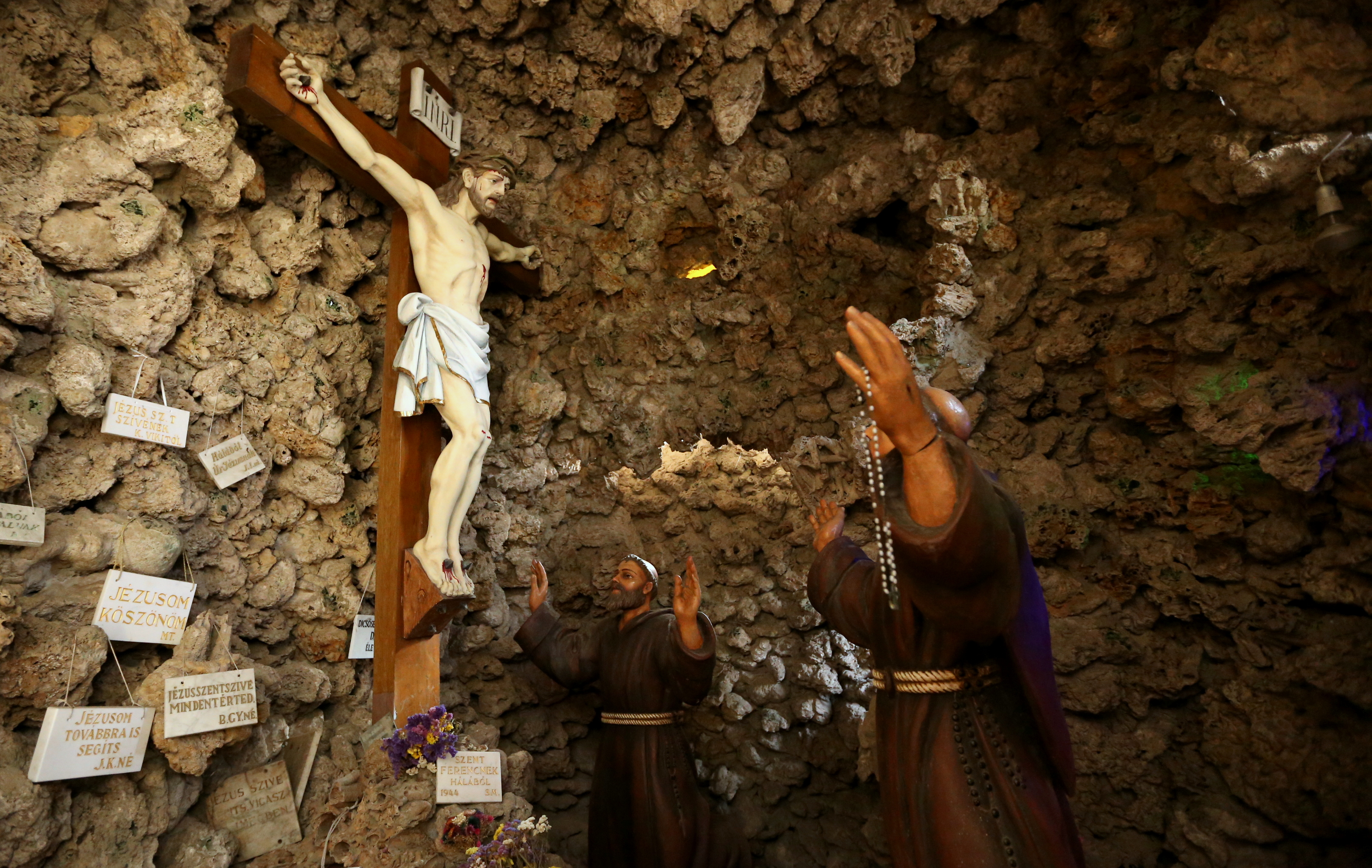
Máriabesnyő, altemplom
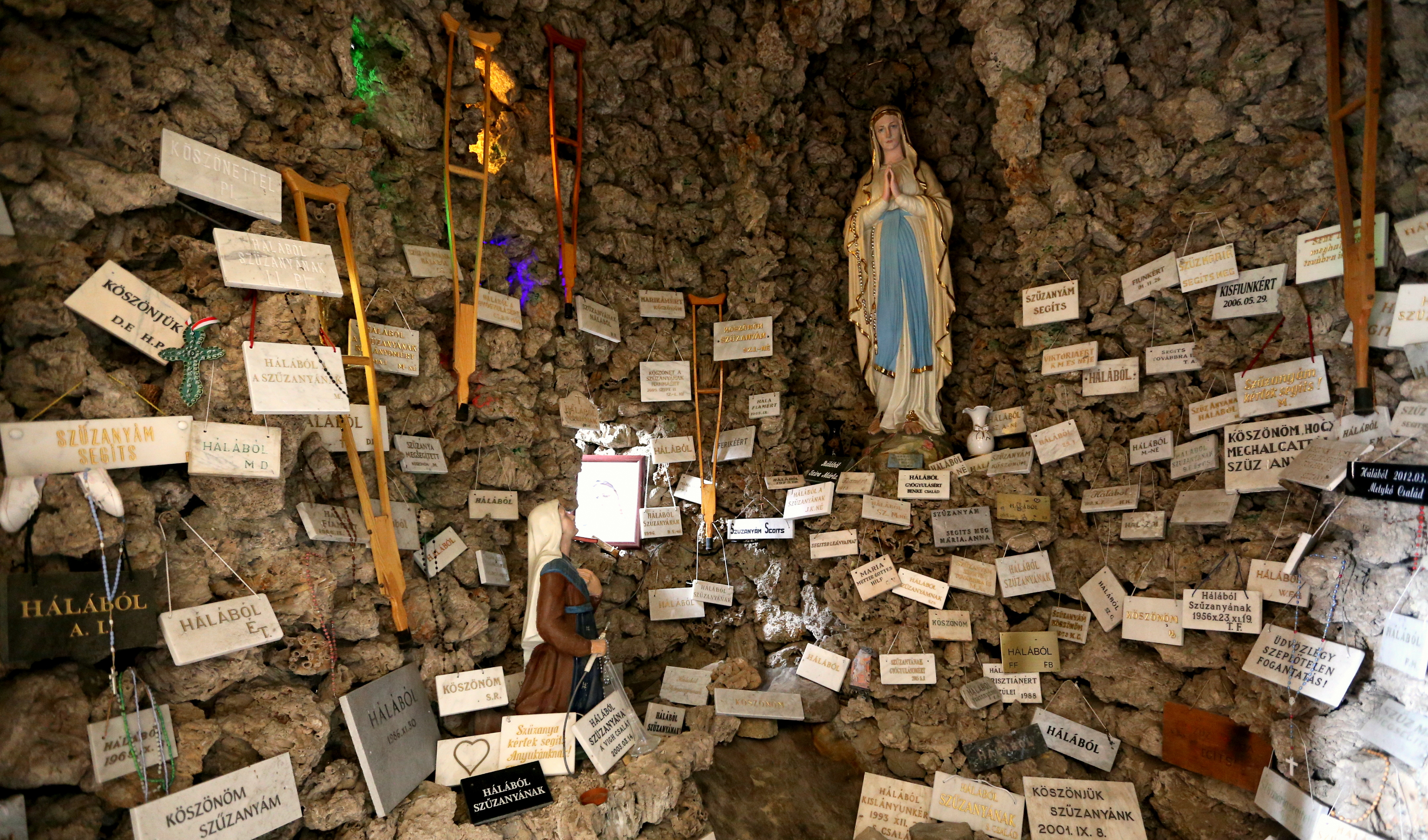
Máriabesnyő, altemplom